# Ariston (Automarke)
Ariston war eine US-amerikanische Automarke.

## Markengeschichte
L. D. Sheppard wohnte in Chicago in Michigan. Im Januar 1906 verkündete er, dass er mit der Produktion von Automobilen beginnt. Der Markenname lautete Ariston. Im März 1906 schrieb eine Zeitung, dass zwei Fahrzeugmodelle gebaut wurden. 1907 verliert sich die Spur der Marke und seines Herstellers.

## Fahrzeuge
Es werden ein 40/50 HP Model O und ein 30/35 HP Model S genannt.